# Софроније Врачки
Софроније Врачки (буг. Софроний Врачански; Котел, 11. март 1739 — 1813), рођен као Стојко Владиславов (буг. Стойко Владиславов), био је бугарски свештеник и једна од водећих личности раног бугарског националног препорода.

## Биографија
Рођен је 1739. у Котелу, у породици трговца стоком. Његов отац Владислав умро је 1750. године у Истанбулу од куге. Када је имао три године, његова мајка Марија умрла је, а отац се поново оженио. Похађао је манастирску школу у свом родном граду и проучавао словенске и грчке књиге. Радио је као фриз, али га је занимала религија и постао је свештеник 1762. године. Док је радио као учитељ и писац, упознао је Пајсија Хилендарца у Котелу 1765. године. Пајсије му је показао историју словенобугарске, примарни рад бугарског препорода, од којег је Владиславов направио први примерак, познат као Sofroniev prepis. Владиславов је путовао на Свету Гору између 1770. и 1775. и напустио Котел 1795. године. Служио је у карнобатској парохији и отишао у манастир у Арбанаси 1794. године, постао епископ на Враци под именом Софроније 17. септембра. Тамо се бавио друштвеном активношћу и иницирао слање политичке делегације становника Враца у Москву. Софроније је имао блиске везе са фанариотским круговима.
После дислокације изазваних Османом Пазвантоглуом, бискупове дужности су постајале све теже Владиславову и он је 1797. напустио Врацу како би путовао северозападном Бугарском. Три године је провео у Видину у периоду који му је помогао да одреди циљеве писца. Отишао је у Букурешт 1803. године како би служио народу као високи духовник.
Између 1806. и 1812. године Софроније Врачки био је један од најеминентнијих представника бугарског народа у комуникацији са руским заповедништвом руско-турског рата. Последње године провео је у манастиру у Букурешту. Његов датум смрти није познат, последњи потписани документ је од 2. августа 1813.
Написао је своја најбоља и најпопуларнија дела у свом периоду у Букурешту. Ту спадају Nedelnik, његово једино штампано дело, збирка заповести и беседа за сваки празник у години заснована на грчким и словенским изворима. Збирка је имала историјски значај у покретању штампе књига на савременом бугарском језику и успостављању бугарског народног језика као језика књижевности. Ова велика књига укључује и неколико дубореза и украса што је чини импресивним предметом. Такође је написао још једну збирку, Sunday Evangelic Interpretation 1805, као и веома популарну аутобиографију, Life and Sufferings of Sinful Sophronius и апел бугарском народу, чинећи га најзапаженијим представником бугарске књижевности почетком 19. века.
Бугарска православна црква је Софронија Врачког канонизовала за свеца 31. децембра 1964. године.
Свети Софроније Кнол на Јужним Шетландским острвима, Антарктик, назван је по Врачком.

## Потомци
Софроније Врачки био је ожењен Ганком, са којом је имао четворо деце. Био је предак:
- Стефана Богоридија (1775 — август 1859), високи османски државник.[5]
- Александра Богоридија (1822 — 17. јул 1910), османски државник и генерални гувернер Источне Румелије.[6]
- Николаја Вогоридија (1820 — 12. април 1863), гувернер (кајмакам) номинован од Османа у Молдавији.[7]